# South by Southwest
South by Southwest (SXSW) er en festival med musik-, film- og interaktive medier. De tre forskellige delfestivaler arrangeres relativt separat med forskellige start- og slutdatoer. Musikfestivalen regnes almindeligvis som verdens største af sin slags med over 1400 bands, der spiller. Festivalen finder sted i Austin, Texas hvert år i marts siden 1987 og varer godt en uge.
Festivalen afholdes af firmaet SXSW Inc., der planlægger og udfører konferencer, messer, festivaler og andre events.

## SXSW Music
SXSW Music er den største musikfestival af sin slags i verden med mere end 2.400 aktiviteter (2014). På festivalen kan man opleve koncerter og videoindlæg fra fremtrædende kunstnere.
Festivalen er vokset fra 700 deltagere i 1987 til over 28.000 deltagere.
Musikere og bands skal selv betale deres egne omkostninger til rejse og overnatning. Festivalen tilbyder et kontantbeløb (US$ 100 for solo-kunstnere eller US$ 250 for bands) eller et armbånd, der giver adgang til aktiviteter på festivalen.

## SXSW Film
SXSW Film strækker sig over ni dage og danner rammen om et kreativt miljø for filmfolk og publikum. Festivalen er bygget op omkring foredrag, paneldiskussioner, workshop og meget mere. I 2015 var der mere end 250 aktiviteter med 735 oplægsholdere.

## SXSW Interactive
SXSW har fokus på nye teknologier og nye trends inden for digital kommunikation. Festivalen omfatter messer, foredrag, fester og hjælp til nye virksomheder inden for branchen.

## Økonomisk påvirkning
SXSW er er den begivenhed i Austin, Texas, der har størst økonomisk betydning for byen. I 2013 blev det anslået, at festivalen bidrog med mere end US$ 218 millioner.